# アクセル・トゥーパン
アクセル・トゥーパン  (Axel Toupane 1992年7月23日 - )は、フランス・オー＝ラン県ミュルーズ出身のプロバスケットボール選手。ポジションはシューティングガード。

## 経歴
2011年に地元のストラスブールIGでプロデビュー。年々アベレージを上げた後に2014年のNBAドラフトにエントリーするも、どのチームからも指名を受けることが出来なかったトゥーパンだったが、同年夏のNBAサマーリーグにダラス・マーベリックスの一員として参加。2014-15シーズンはストラスブールIGで自己最高の平均7.5得点を記録し、LNBのカップ戦二冠王も経験した。
2015年夏のNBAサマーリーグでトロント・ラプターズの一員として参加したトゥーパンは、7月23日にラプターズとシーズンキャンプに関する契約を締結。開幕ロースター入りを目指すも、開幕前に解雇。解雇後に傘下のラプターズ・905に送られ、NBA入りを目指すことになる。Gリーグで平均14.6得点  5.6リバウンド  3.6アシストを記録し、2016年3月3日にデンバー・ナゲッツと10日間契約を結び、翌日のブルックリン・ネッツ戦で念願のNBAデビュー。2度目の10日間契約が終了した3月24日に、正式に2年契約を締結した。しかし、10月15日に解雇された。その後ラプターズ・905に復帰。2017年2月23日にミルウォーキー・バックスと10日間契約を結んだものの、2度目の契約は更新されず、ラプターズ・905に復帰。4月8日にニューオーリンズ・ペリカンズと契約した。
2024年8月29日、LNBPに所属するディアブロス・ロホス・デル・メキシコへ加入すると発表された。